# Magnus Welander

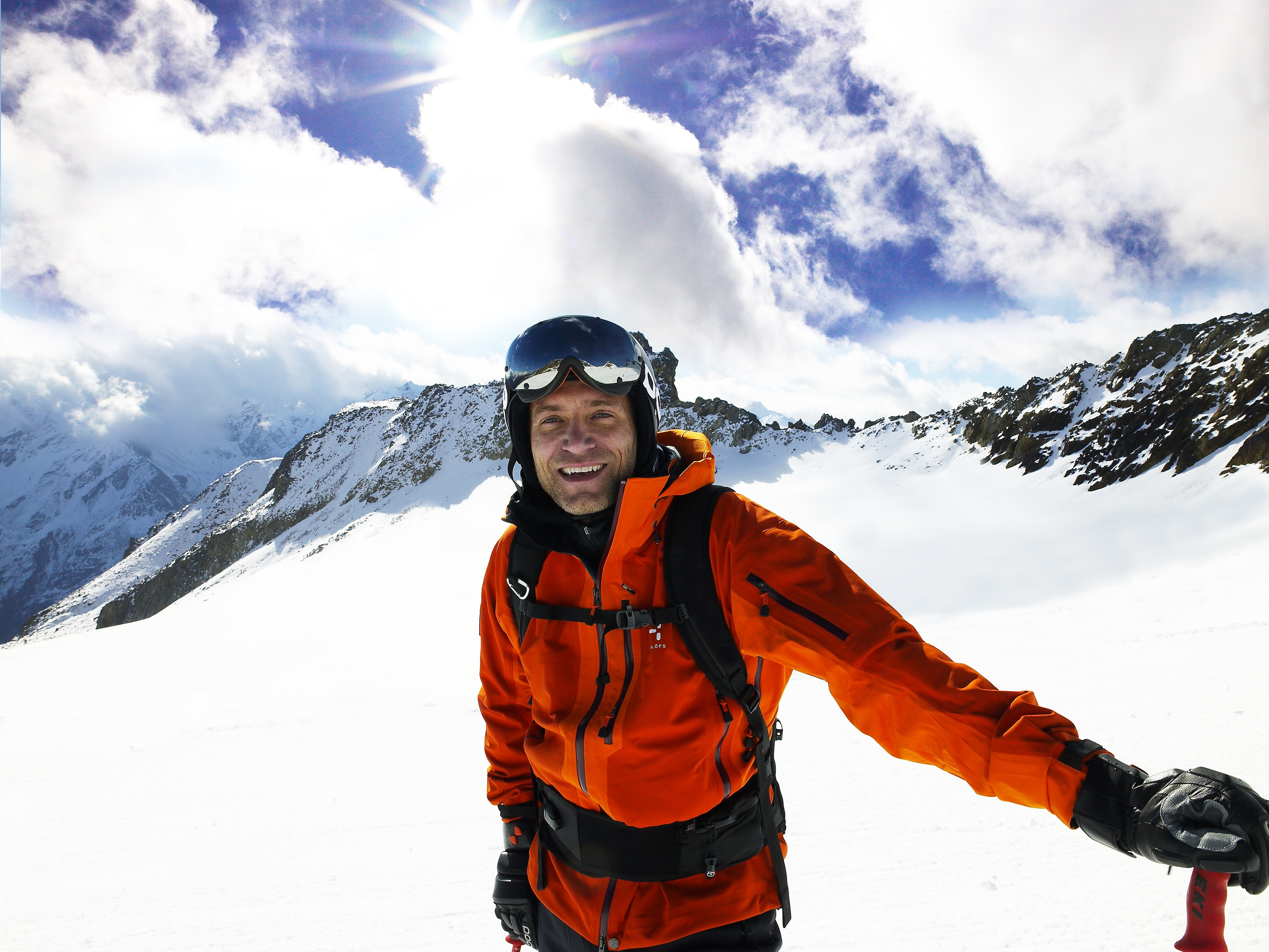
Magnus Welander, CEO of Thule Group

Magnus Welander, född i Helsingborg den 26 mars 1966, är en svensk företagsledare. Welander växte upp i området Ringstorp i Helsingborg. Han tog examen som civilingenjör i industriell ekonomi från Linköpings Tekniska Högskola 1991. Welander arbetade för Tetra Pak i Italien 1991–1997 och för samma företag i Australien 1998–2001 och tillträdde sedan som VD för Envirotainer 2001 och arbetade där till 2006. 2006 blev han anställd som affärsområdeschef i fritidsföretaget Thule Group och är sedan 2010 VD och koncernchef för företaget.